# Starosta
Starosta je nejvyšší představitel obecní správy ve městě nebo v obci. Každá země si upravuje funkci starosty po svém a existují různá pojetí, která starostovi přisuzují různou odpovědnost i moc v systému místní správy. Stejně tak může být starosta volen buď přímo a nebo prostřednictvím zvolených členů městských orgánů.
Starosta plní úkoly zaměstnavatele podle zvláštních předpisů, uzavírá a ukončuje pracovní poměr se zaměstnanci obce a stanoví jim plat podle zvláštních právních předpisů, pokud není v obci tajemník obecního úřadu. Vedoucí odboru jmenuje, odvolává a stanoví jim plat, jen není-li v obci zřízena rada obce. Dále zabezpečuje výkon přenesené působnosti v obcích, kde není tajemník obecního úřadu.

## Starostové v Česku
V Česku může být starostou osoba starší 18 let a je jednočlenným orgánem obce, městské části nebo městského obvodu, který je zastupuje navenek. Zvláštním druhem starosty je primátor, který je především ve statutárních městech.
Funkční období zastupitelstva včetně starosty je dle čl. 102 odst. 2 Ústavy ČR zásadně čtyřleté. Žádná další omezení aktuálně neexistují, takže doba působení je neomezená.